# التهاب المفاصل المتعدد
التهاب المفاصل المتعدد (بالإنجليزية: Polyarthritis)‏ هو أي نوع من التهاب المفاصل يتضمن 5 مفاصل أو أكثر في وقت واحد. عادةً ما يكون مرتبطًا بظروف المناعة الذاتية وقد يكون من ذوي الخبرة في أي عمر وليس جنسًا محددًا.

## الأسباب
غالبًا ما يحدث التهاب المفاصل المتعدد بسبب اضطراب مناعي ذاتي مثل التهاب المفاصل الروماتويدي، وداء النشواني، والتهاب المفصل في الصدفية، والذئبة الحمامية، ولكن يمكن أيضًا أن يحدث بسبب العدوى بفيروس ألفا مثل فيروس شيكونغونيا وفيروس نهر روس. يطلق على هذا الشرط متلازمة الالتهاب المفصلي المتعدد الفيروسي. فيروس سندبيس، المستوطن في شمال أوروبا وأفريقيا والشرق الأوسط وأستراليا، هو الأكثر انتشارًا بين فيروسات ألفا التي تسبب التهاب المفاصل، على الرغم من أن العدوى عادة ما تكون خفيفة أو عديمة الأعراض.

## الشروط المرتبطة
قد يترافق مع وذمة ثنائية في الأطراف السفلية والألم وتورم المفاصل. في بعض الأحيان هناك تاريخ سابق لمشاكل المفاصل الالتهابية والوذمة الثنائية للأطراف السفلية.
متلازمة الالتهاب المفصلي للالتهاب المفصلي (Polyarthritis Syndrome) له فترة حضانة تتراوح بين 3-21 يومًا، اعتمادًا على الفيروس المحدد، إما مع ظهور مفاجئ للحمى، أو ألم مفصلي، أو صداع، أو التهاب العقد اللمفية والتهاب الملتحمة في بعض الأشكال. قد يظهر الطفح البقعي ما بين 4 إلى 8 أيام بعد ظهور الأعراض وقد يصاحبه ارتفاع في درجة الحرارة. قد تتكرر الآلام المشتركة المرتبطة بهذا الشرط لعدة أشهر بعد المرض الأولي لمدة تصل إلى عام.